# Ingo Steuer
Ingo Steuer (Chemnitz, Alemanha Oriental, 1 de novembro de 1966) é um ex-patinador artístico e treinador de patinação artística alemão, que competiu em provas de duplas. Ele conquistou uma medalha de bronze olímpica em 1998 ao lado de Mandy Wötzel, e três medalhas em campeonatos mundiais, sendo uma de ouro e duas de prata, as três com Ingo Steuer. Steuer competiu ao lado de Manuela Landgraf até a temporada 1985-1986, entre as temporadas 1988-1989 e 1990-1991 competiu com Ines Müller, e a partir da temporada 1992-1993 passou a competir com Mandy Wötzel.

## Principais resultados

### Com Mandy Wötzel
| Resultados                                                                                   | Resultados       | Resultados       | Resultados        | Resultados        | Resultados       | Resultados        | Resultados    | Resultados    | Resultados    | Resultados    | Resultados    | Resultados    |
| Internacional                                                                                | Internacional    | Internacional    | Internacional     | Internacional     | Internacional    | Internacional     | Internacional | Internacional | Internacional | Internacional | Internacional | Internacional |
| Evento/Temporada                                                                             | 1992– 1993       | 1993– 1994       | 1994– 1995        | 1995– 1996        | 1996– 1997       | 1997– 1998        |               |               |               |               |               |               |
| -------------------------------------------------------------------------------------------- | ---------------- | ---------------- | ----------------- | ----------------- | ---------------- | ----------------- | ------------- | ------------- | ------------- | ------------- | ------------- | ------------- |
| Jogos Olímpicos                                                                              |                  | WD               |                   |                   |                  | Medalha de bronze |               |               |               |               |               |               |
| Campeonato Mundial                                                                           | Medalha de prata | 4.º              | 5.º               | Medalha de prata  | Medalha de ouro  |                   |               |               |               |               |               |               |
| Campeonato Europeu                                                                           | Medalha de prata | 5.º              | Medalha de ouro   | Medalha de prata  | Medalha de prata |                   |               |               |               |               |               |               |
| CS Champions Series Final                                                                    |                  |                  |                   | Medalha de bronze | Medalha de ouro  | Medalha de prata  |               |               |               |               |               |               |
| CS Cup of Russia                                                                             |                  |                  |                   |                   | Medalha de ouro  |                   |               |               |               |               |               |               |
| CS Nations Cup                                                                               | Medalha de ouro  | Medalha de prata | Medalha de ouro   | Medalha de prata  | Medalha de ouro  | Medalha de ouro   |               |               |               |               |               |               |
| CS NHK Trophy                                                                                |                  |                  | Medalha de bronze | Medalha de prata  |                  |                   |               |               |               |               |               |               |
| CS Skate Canada International                                                                | Medalha de ouro  |                  |                   |                   | Medalha de ouro  |                   |               |               |               |               |               |               |
| CS Trophée Lalique                                                                           |                  |                  | Medalha de bronze |                   |                  | Medalha de prata  |               |               |               |               |               |               |
| Piruetten                                                                                    | Medalha de ouro  |                  |                   |                   |                  |                   |               |               |               |               |               |               |
| Nacional                                                                                     |                  |                  |                   |                   |                  |                   |               |               |               |               |               |               |
| Campeonato Alemão                                                                            | Medalha de ouro  |                  | Medalha de ouro   | Medalha de ouro   | Medalha de ouro  |                   |               |               |               |               |               |               |
|                                                                                              |                  |                  |                   |                   |                  |                   |               |               |               |               |               |               |
| Legenda: CS = Champions Series; WD = Abandonou; Competição não foi disputada nesta temporada |                  |                  |                   |                   |                  |                   |               |               |               |               |               |               |

### Com Ines Müller
| Resultados                                            | Resultados        | Resultados        | Resultados    | Resultados    | Resultados    | Resultados    | Resultados    | Resultados    | Resultados    | Resultados    | Resultados    | Resultados    |
| Internacional                                         | Internacional     | Internacional     | Internacional | Internacional | Internacional | Internacional | Internacional | Internacional | Internacional | Internacional | Internacional | Internacional |
| Evento/Temporada                                      | 1988– 1989        | 1989– 1990        | 1990– 1991    |               |               |               |               |               |               |               |               |               |
| ----------------------------------------------------- | ----------------- | ----------------- | ------------- | ------------- | ------------- | ------------- | ------------- | ------------- | ------------- | ------------- | ------------- | ------------- |
| Campeonato Europeu                                    | 7.º               | 7.º               |               |               |               |               |               |               |               |               |               |               |
| Nations Cup                                           |                   |                   | 5.º           |               |               |               |               |               |               |               |               |               |
| Skate Canada International                            |                   |                   | 5.º           |               |               |               |               |               |               |               |               |               |
| Nacional                                              |                   |                   |               |               |               |               |               |               |               |               |               |               |
| Campeonato Alemão                                     |                   |                   | 4.º           |               |               |               |               |               |               |               |               |               |
| Campeonato Alemão Oriental                            | Medalha de bronze | Medalha de bronze |               |               |               |               |               |               |               |               |               |               |
|                                                       |                   |                   |               |               |               |               |               |               |               |               |               |               |
| Legenda: Competição não foi disputada nesta temporada |                   |                   |               |               |               |               |               |               |               |               |               |               |

### Com Manuela Landgraf
| Resultados                 | Resultados      | Resultados       | Resultados    | Resultados    | Resultados    | Resultados    | Resultados    | Resultados    | Resultados    | Resultados    | Resultados    | Resultados    |
| Internacional              | Internacional   | Internacional    | Internacional | Internacional | Internacional | Internacional | Internacional | Internacional | Internacional | Internacional | Internacional | Internacional |
| Evento/Temporada           | 1983– 1984      | 1984– 1985       | 1985– 1986    |               |               |               |               |               |               |               |               |               |
| -------------------------- | --------------- | ---------------- | ------------- | ------------- | ------------- | ------------- | ------------- | ------------- | ------------- | ------------- | ------------- | ------------- |
| Campeonato Mundial         |                 | 8.º              | 11.º          |               |               |               |               |               |               |               |               |               |
| Campeonato Europeu         |                 | 5.º              | 5.º           |               |               |               |               |               |               |               |               |               |
| Internacional – Júnior     |                 |                  |               |               |               |               |               |               |               |               |               |               |
| Campeonato Mundial Júnior  | Medalha de ouro |                  |               |               |               |               |               |               |               |               |               |               |
| Nacional                   |                 |                  |               |               |               |               |               |               |               |               |               |               |
| Campeonato Alemão Oriental |                 | Medalha de prata |               |               |               |               |               |               |               |               |               |               |